# Life for Rent (singel)
Life for Rent – drugi singel piosenkarki Dido z albumu Life for Rent.

## Listy utworów, formaty i wersje singla

### UK Maxi-Single
1. "Life For Rent (Album Version)"
2. "Life For Rent (Skinny 4 Rent Mix)"
3. "Stoned (Spiritchaser Mix)"
4. "Life For Rent (Video)"

## Pozycje na listach
| Listy (2003)                      | Najwyższa pozycja |
| --------------------------------- | ----------------- |
| Rosja                             | 1                 |
| Australia                         | 23                |
| Austria                           | 23                |
| Belgia                            | 24                |
| Holandia                          | 9                 |
| Europa                            | 15                |
| Finlandia                         | 1                 |
| Francja                           | 20                |
| Niemcy                            | 18                |
| Irlandia                          | 1                 |
| Włochy                            | 1                 |
| Nowa Zelandia                     | 8                 |
| Szwecja                           | 15                |
| Szwajcaria                        | 13                |
| UK Singles Chart                  | 8                 |
| U.S. Billboard Hot Digital Tracks | 5                 |